# Our Atlantic
Our Atlantic (раніше Our Atlaantic) — український інді-поп гурт з Умані. Музичною специфікою гурту є вкраплення диско, фанку та соулу, натхненний українським «вусатим» фанком 70-х — 80-х років. А вокальною особливістю гурту є солодкий мелодійний вокал фронтмена — фальцет. Зараз колектив базується у Києві.
Своєю творчістю Our Atlantic прагнуть показати традицію української попмузики, яка бере початок в автентичних українських мелодіях та народних інструментах та трансформується у сучасну попмузику. Однак, за допомогою таких музичних переосмислень Our Atlantic рефлексують на теми, які є актуальними для суспільства сьогодні, а також ставлять собі за мету створювати якісний український контент.

## Історія
Історія гурту бере свій початок у 2017 році. Тоді Дмитро Бакал та Віктор Байда вже познайомилися у музичному коледжі, а згодом стали добрими друзями. Одного вечора Віктор попросив Дмитра подарувати йому текст, аби він наклав музику і вийшла пісня. Це була пісня «Pillow». Вона й ознаменувала початок спільної творчості, яка вилилась у дебютний ЕР.

### EP «Pillow»— 2018 рік
Дебютна платівка «Pillow» -  плід перших експериментів і пошуків власного звучання. Три пісні англійською мовою — три історії на різні теми: від вічних екзистенційних питань до висвітлення проблематики забруднення навколишнього середовища. Сполучною ланкою в такому різноплановому релізі стало звучання вінтажних синтезаторів і мелодійний вокал.
З виходом альбому, хлопці усвідомили перспективність їхнього, на той час, хобі і вирішили переїхати до Києва та зібрати гурт. Так, у 2018 році, вже в столиці, Дмитро та Віктор спершу познайомилися з Данилом Сікачинським, який надалі став менеджером-продюсером гурту, та Володимиром Миндюком, що став і нині є саундпродюсером та звукорежисером Our Atlantic. Також до гурту доєднались Олексій Биков, який сів за ударні, та Сергій Лисов з гітарою. І вже в розширеному складі Our Atlantic випустили другу платівку «Час розваг».

### ЕР «Час розваг»— 2020 рік
Аранжування пісень на новій платівці стали більш досконалими, а сам запис звучить професійніше. І ключовою особливістю нового альбому стало те, що гурт повністю перейшов на українську мову.
Альбом вийшов різноплановий, проте, можна вловити основний посил платівки, який музиканти підсилили в післямові поезією Юрія Клена: бачити і вбирати красу, бути в гармонії з собою і світом, незважаючи на, подекуди, енгармонійне життя.
Але найцікавішим для аудиторії слухачів стало оновлене звучання Our Atlantic, у якому хлопці відтворили своє переосмислення музики українських ВІА 1970-х — 1980-х років. Критики дали альбому схвальні коментарі, а пізніше гурт Our Atlantic був номінований на музичну премію YUNA 2021 у категорії «Відкриття року», а сам реліз — на музичну премію від Радіо Аристокарти — Aprize Music Awards 2021 в номінації «Найкращий альбом».

### Участь у Нацвідборі на Євробачення— 2022 рік
У 2022 році гурт подав заявку на участь у національному відборі на пісенний конкурс «Євробачення — 2022» та пройшов у фінал з піснею «Моя любов», яку представив 1 лютого.
У конкурсній пісні вони змішали кілька стилів — поп, диско, соул та «вусатий фанк» 70-х. Як зазначають учасники гурту, вони хочуть привернути увагу до злободенної теми аб'юзу.
Під час голосування гурт отримав від 5 балів від журі та 3 від глядачів, і зайняв у результаті п'яте місце з восьми.

## Склад
- Віктор Байда — вокал, клавішні
- Дмитро Бакал — бас
- Олексій Биков — ударні (з 2019)
- Сергій Лисов — гітара (з 2019)

## Дискографія
- 2018 — «Pillow» (EP)
- 2019 — «Чуєш?» (сингл)
- 2020 — «Час розваг» (EP)
- 2022 — «Моя любов» (сингл)[10]
- 2023 — «Марні Мрії» (сингл)

### Кліпи
- 2019 — «Чуєш?»[11]
- 2020 — «Час розваг»[12]
- 2020 — «Момент»[13]
- 2022 — «Моя любов (Eurovision Song 2022)»[14]